# Bulcy
Bulcy (Bicy en nivernais) est une commune française située dans le département de la Nièvre, en région Bourgogne-Franche-Comté.

## Géographie
Bulcy est située à 20 km au sud-est de Cosne-Cours-sur-Loire, son chef-lieu d’arrondissement. Les agglomérations les plus proches sont Varennes-lès-Narcy, (3 km),  Mesves-sur-Loire, (3 km), et Garchy (4 km). La Charité-sur-Loire se trouve à 9 km. Les routes départementales D 125 et  D525 se rejoignent à Bulcy.
Les communes limitrophes sont : Pouilly-sur-Loire, Garchy, Narcy, Varennes-lès-Narcy et Mesves-sur-Loire.
Le point le plus haut de la commune culmine à 188 mètres d'altitude. Le point le plus bas est à 155 mètres.
Le sous-sol est essentiellement composé de roches calcaires, marnes et gypses. La pierre de Bulcy est réputée.

### Villages, hameaux, lieux-dits, écarts
- Asserts (les), Bijauderie (la), Brosses (les), Foulon (le), Montain (la), Moulin Martin et Neuville[1].

### Climat
Pour des articles plus généraux, voir Climat de la Bourgogne-Franche-Comté et Climat de la Nièvre.
En 2010, le climat de la commune est de type climat océanique dégradé des plaines du Centre et du Nord, selon une étude du Centre national de la recherche scientifique s'appuyant sur une série de données couvrant la période 1971-2000. En 2020, Météo-France publie une typologie des climats de la France métropolitaine dans laquelle la commune est exposée à un climat océanique altéré et est dans la région climatique  Centre et contreforts nord du Massif Central, caractérisée par un air sec en été et un bon ensoleillement. 
Pour la période 1971-2000, la température annuelle moyenne est de 11 °C, avec une amplitude thermique annuelle de 15,8 °C. Le cumul annuel moyen de précipitations est de 748 mm, avec 11 jours de précipitations en janvier et 7,4 jours en juillet. Pour la période 1991-2020, la température moyenne annuelle observée sur la station météorologique de Météo-France la plus proche, « Guerigny », sur la commune de Guérigny à 21 km à vol d'oiseau, est de 11,7 °C et le cumul annuel moyen de précipitations est de 910,8 mm. 
La température maximale relevée sur cette station est de 42,5 °C, atteinte le 9 août 2003 ; la température minimale est de −14,1 °C, atteinte le 9 février 2012,,. 
Les paramètres climatiques de la commune ont été estimés pour le milieu du siècle (2041-2070) selon différents scénarios d'émission de gaz à effet de serre à partir des nouvelles projections climatiques de référence DRIAS-2020. Ils sont consultables sur un site dédié publié par Météo-France en novembre 2022.

## Urbanisme

### Typologie
Au 1er janvier 2024, Bulcy est catégorisée commune rurale à habitat dispersé, selon la nouvelle grille communale de densité à sept niveaux définie par l'Insee en 2022.
Elle est située hors unité urbaine. Par ailleurs la commune fait partie de l'aire d'attraction de Cosne-Cours-sur-Loire, dont elle est une commune de la couronne,. Cette aire, qui regroupe 30 communes, est catégorisée dans les aires de moins de 50 000 habitants,.

### Occupation des sols
L'occupation des sols de la commune, telle qu'elle ressort de la base de données européenne d’occupation biophysique des sols Corine Land Cover (CLC), est marquée par l'importance des territoires agricoles (88,5 % en 2018), une proportion identique à celle de 1990 (88,5 %). La répartition détaillée en 2018 est la suivante : terres arables (77 %), forêts (11,5 %), prairies (9,1 %), zones agricoles hétérogènes (2,4 %). L'évolution de l’occupation des sols de la commune et de ses infrastructures peut être observée sur les différentes représentations cartographiques du territoire : la carte de Cassini (XVIIIe siècle), la carte d'état-major (1820-1866) et les cartes ou photos aériennes de l'IGN pour la période actuelle (1950 à aujourd'hui).

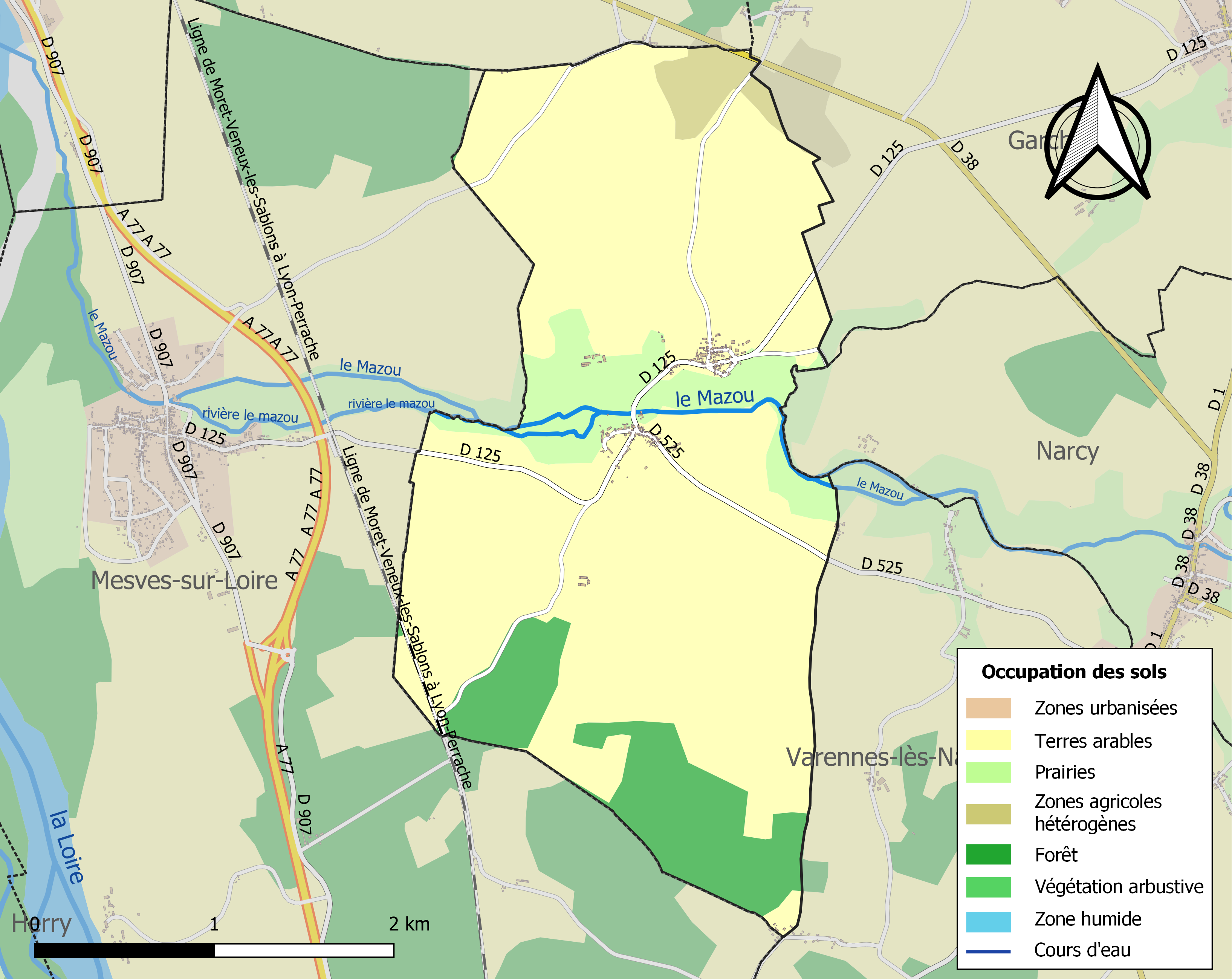
Carte des infrastructures et de l'occupation des sols de la commune en 2018 (CLC).

## Toponymie
On relève les formes suivantes du nom de la commune : Bulciacum (1535) et Bullecy (1689).
Le nom de la commune viendrait du nom d'homme gaulois Bullius et du suffixe -acum.

## Histoire
La première mention connue du nom de la commune date de 1535 : Bulciacum (pouillé d’Auxerre).
En 1762, un meunier du village est condamné à 8 jours de prison et 50 livres d’amende pour avoir retenu sur une fournée plus qu’il n’avait été décidé.
En 1888, le maire, Léon Lalande, est frappé d’incapacité électorale par décision de justice après diverses condamnations.
En 1906, le nombre d'habitants de Bulcy, qui compte 105 maisons, s'élève à 361 individus. La commune compte un instituteur public, un garde-champêtre et trois cantonniers. Il y a moins d’une dizaine de commerçants : 6 épiciers (dont 4 épicières), 1 cabaretier, 1 négociant et 1 farinier. Les artisans sont plus nombreux : 15 carriers, 5 maçons, 4 maréchaux-ferrants, 4 couturières, 2 meuniers, 2 couvreurs, 1 entrepreneur en battage, 1 lingère, 1 sabotier, 1 bourrelier, 1 vitrier, 1 huilier, 1 charron et 1 cordonnier. La catégorie socioprofessionnelle la plus représentée est celle des journaliers (27, dont 3 journaliers agricoles), suivie par les domestiques (26, dont 16 domestiques de ferme), les fermiers (10), les cultivateurs-exploitants (8) et les propriétaires-exploitants (5). On recense également dans la commune 1 agriculteur et 1 berger, ainsi que 7 rentiers. Au total, on relève à Bulcy 30 professions différentes. On n’y trouve, selon le recensement de 1906, ni curé ni médecin ni notaire ni sage-femme. La commune compte un étranger, une Allemande. Comme souvent dans la Nièvre, plusieurs familles du village accueillent un « petit Paris », c’est-à-dire un enfant de l’Assistance publique : il y a 15 « enfants assistés » et autres « pensionnaires » à Bulcy.
Au cours de l’année scolaire 1907-1908, une vive querelle oppose l’abbé Turlin, curé de Mesves-sur-Loire et de Bulcy, aux instituteurs des deux villages au sujet du livre d’histoire distribué aux élèves dans les écoles, un ouvrage condamné par l’Église selon l’abbé. Ce dernier, sans avoir fait de déclaration préalable, entreprend alors d’organiser des conférences d’histoire, à destination des élèves, ce qui lui vaut d’être condamné par la cour d’appel d’Orléans à 25 francs d’amende.
En 1915, alors que les autorités invitent les Français à contribuer financièrement à l’effort de guerre, les habitants de Bulcy se distinguent en versant en une seule journée 10 130 francs d’or.
En 1917, un camp-hôpital est installé par les Américains sur les communes de Mesves-sur-Loire et de Bulcy. Pendant deux ans, plus de 38 000 soldats ont été soignés à cet endroit. Une stèle à la mémoire de cet épisode historique a été dévoilée en juillet 2017.
En 2004, l’association Sauvegarde du patrimoine de Bulcy est déclarée.

### Seigneur
- Pierre de Lavigne (1653)[24].

## Politique et administration
| Période                                  | Période   | Identité        | Étiquette | Qualité                    |
| ---------------------------------------- | --------- | --------------- | --------- | -------------------------- |
| mars 2001                                | mars 2008 | Annick Torcol   | UMP       |                            |
| mars 2008                                | En cours  | Philippe Homage | DVD       | Responsable d'exploitation |
| Les données manquantes sont à compléter. |           |                 |           |                            |

## Démographie
L'évolution du nombre d'habitants est connue à travers les recensements de la population effectués dans la commune depuis 1793. Pour les communes de moins de 10 000 habitants, une enquête de recensement portant sur toute la population est réalisée tous les cinq ans, les populations de référence des années intermédiaires étant quant à elles estimées par interpolation ou extrapolation. Pour la commune, le premier recensement exhaustif entrant dans le cadre du nouveau dispositif a été réalisé en 2005.

En 2022, la commune comptait 144 habitants, en évolution de +9,09 % par rapport à 2016 (Nièvre : −3,28 %, France hors Mayotte : +2,11 %).
| 1793 | 1800 | 1806 | 1821 | 1831 | 1836 | 1841 | 1846 | 1851 |
| ---- | ---- | ---- | ---- | ---- | ---- | ---- | ---- | ---- |
| 297  | 210  | 273  | 290  | 336  | 385  | 328  | 355  | 398  |

| 1856 | 1861 | 1866 | 1872 | 1876 | 1881 | 1886 | 1891 | 1896 |
| ---- | ---- | ---- | ---- | ---- | ---- | ---- | ---- | ---- |
| 388  | 422  | 470  | 420  | 467  | 475  | 468  | 423  | 392  |

| 1901 | 1906 | 1911 | 1921 | 1926 | 1931 | 1936 | 1946 | 1954 |
| ---- | ---- | ---- | ---- | ---- | ---- | ---- | ---- | ---- |
| 378  | 361  | 323  | 320  | 270  | 261  | 252  | 256  | 243  |

| 1962 | 1968 | 1975 | 1982 | 1990 | 1999 | 2005 | 2006 | 2010 |
| ---- | ---- | ---- | ---- | ---- | ---- | ---- | ---- | ---- |
| 232  | 237  | 221  | 192  | 168  | 138  | 158  | 155  | 146  |

| 2015 | 2020 | 2022 | - | - | - | - | - | - |
| ---- | ---- | ---- | - | - | - | - | - | - |
| 133  | 140  | 144  | - | - | - | - | - | - |

## Culture locale et patrimoine

### Lieux et monuments
- Église Saint-Martin, ancienne église prieurale, aujourd'hui église paroissiale. Elle a la particularité d'être dotée d'une nef romane sans voûte au plafond de bois en coque de navire renversée du XIIe siècle, et d'un chœur voûté de croisées d'ogives rondes du XIIIe siècle, une des premières du pays nivernais. L'éducation de la Vierge par sainte Anne, bois polychrome. Ouverture sur demande[29].
- Les vestiges de l'ancien château féodal. De plan carré, entouré de fossés et renforcé de tours d'angles. Il n'en reste qu'une tour ronde découronnée et deux des cinq baies XVe siècle de la courtine ouest.
- Le manoir de Bulcy, qui paraît avoir été édifié à la fin du XVIe siècle par un membre de la famille de La Vigne. Des modifications lui ont été apportées au XVIIe siècle. Le colombier, la galerie, la loggia, les élévations ainsi que la toiture font l’objet d’une inscription au titre des monuments historiques depuis le 15 juillet 1976[30]. Propriété privée, visible de la rue.
- Le château de Neuville, au lieu-dit Neuville. Château du XIVe siècle, qui a appartenu à Jean-Guillaume Hyde de Neuville au XIXe siècle. Propriété privée, peu visible.

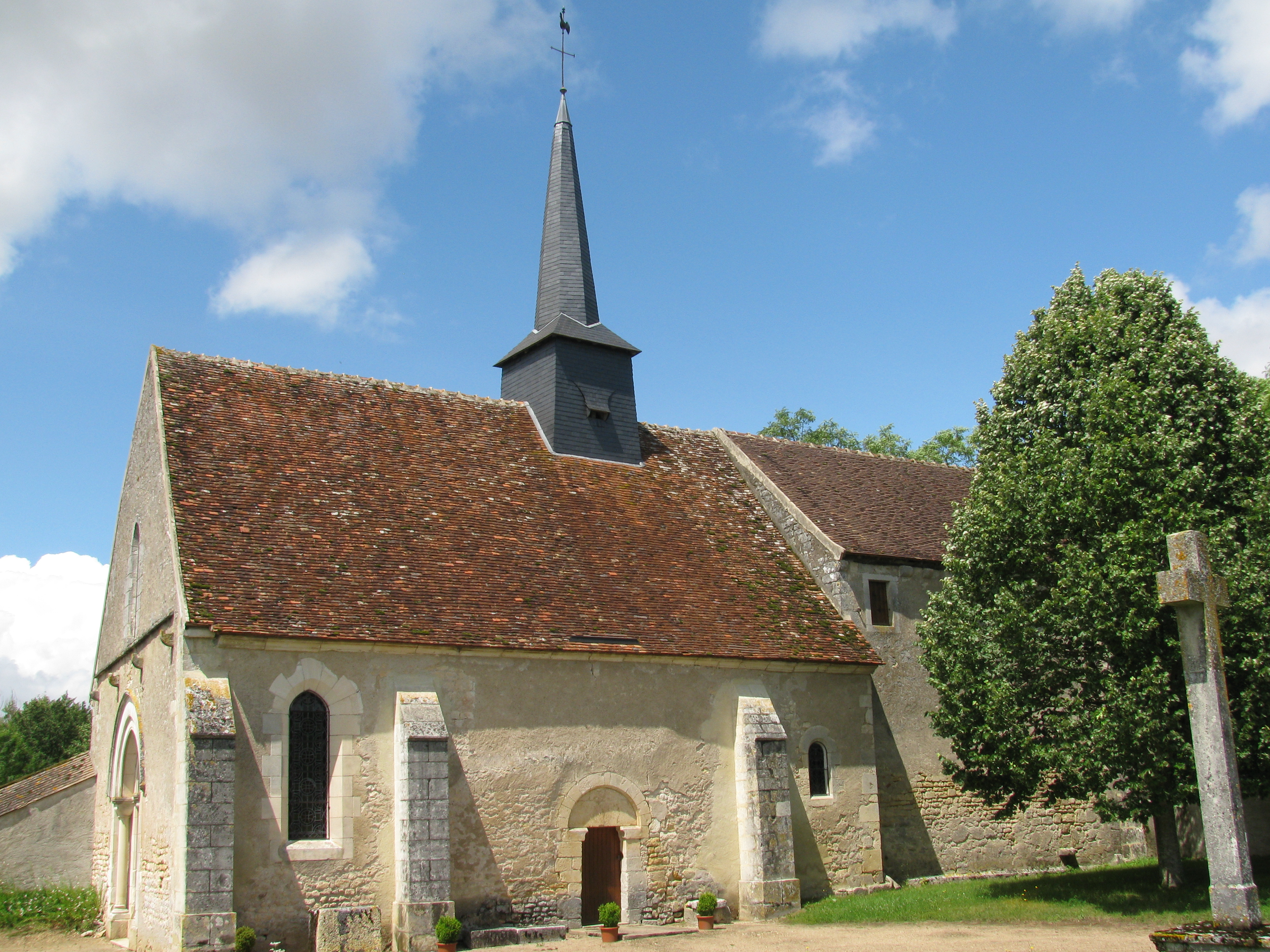
L'église Saint-Martin.
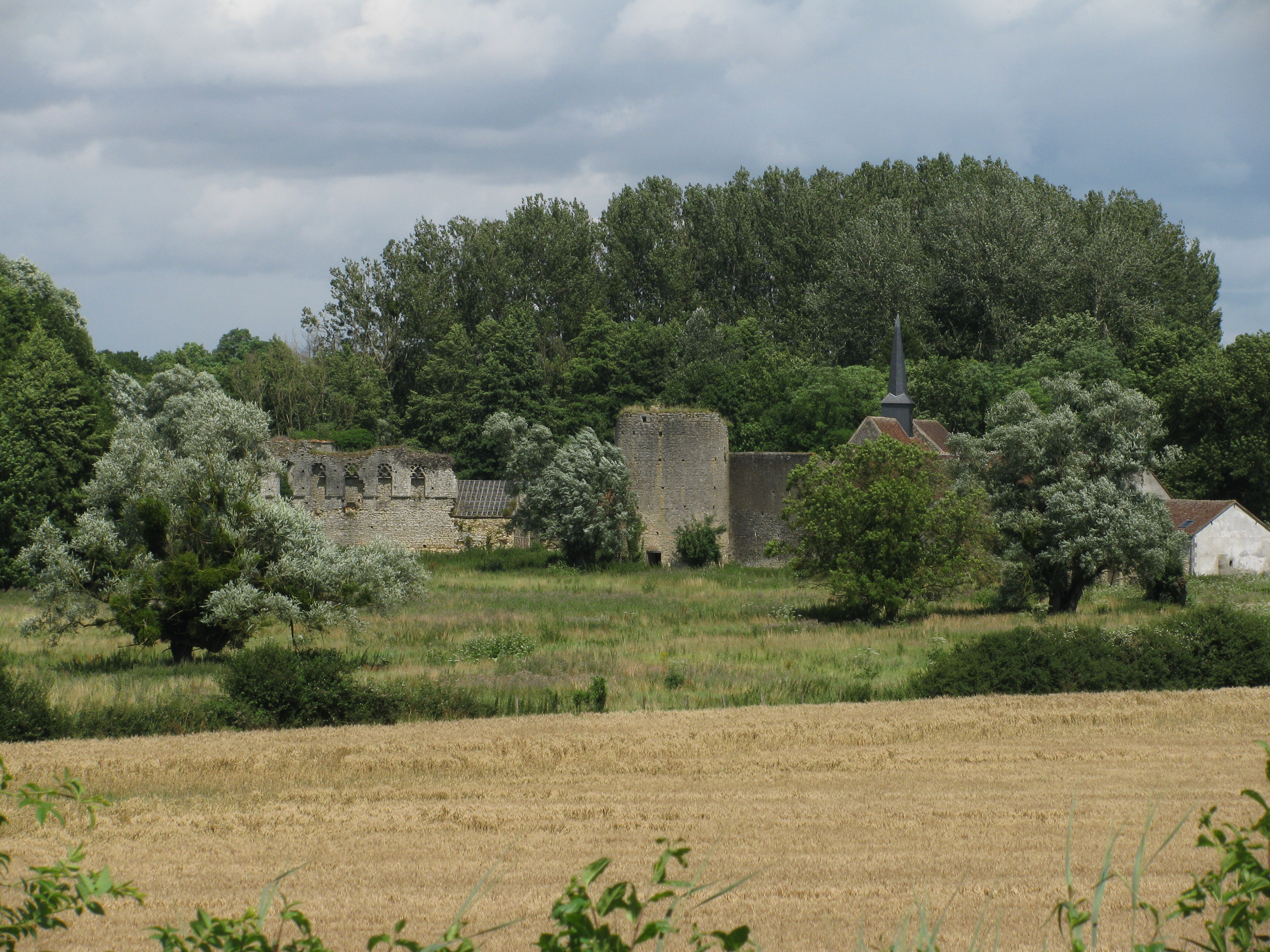
Les vestiges du château féodal.
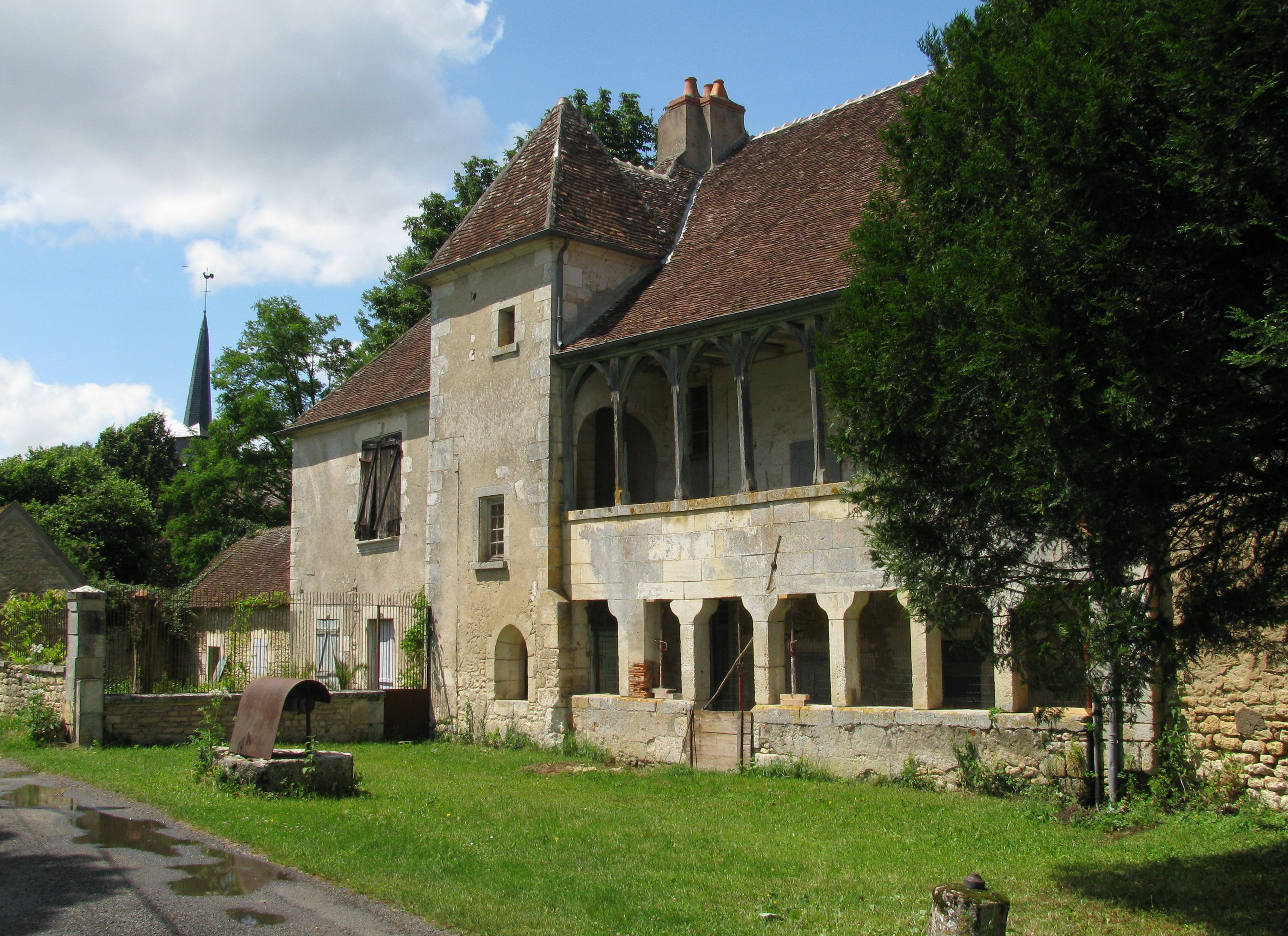
Le manoir.

### Personnalités liées à la commune
- Pierre de La Vigne de Bulcy, écuyer, seigneur de Bulcy (premier tiers du XVIIIe siècle).
- Jean-Guillaume Hyde de Neuville (1776-1857), homme politique français, ministre de la Marine, ambassadeur aux États-Unis, député de la Nièvre.
- Maurice Garsonnin (1862-1923), docteur en médecine, conservateur de musée[31], érudit local, folkloriste de Bulcy[32].
- Le sculpteur Alfred Pina (1887-1966) acheta les carrières de pierres de Malvaux qui jadis servirent à la construction de l'église prieurale de La Charité-sur-Loire. Elles lui permirent d'alimenter ses nombreuses commandes de monuments aux morts. Dans les années soixante-dix, on pouvait encore voir sur le bord de la route une commande inachevée. Sculpteur et non entrepreneur, les difficultés lui font céder rapidement l'affaire à la société des carrières de Vergers devenue carrières de Champcelée.